# Пашкова, Надежда Николаевна
Надежда Николаевна Пашкова (15 ноября 1962, Ягунькино, Козловский район, Чувашская АССР) — российская спортсменка, Мастер спорта СССР международного класса по велосипедному спорту. Чемпионка СССР (1989) и России; участница XXVI летних Олимпийских игр.

## Биография
У истоков состязаний по маунтийбаку (горный велокросс) в Чувашии стояла мастер спорта международного класса Надежда Пашкова из г. Козловки. Успешно выступала Надежда в составе российской сборной на трассах многодневной гонки профессионалов «Тур де Франс». Здесь в 1993 г. велосипедистки России были третьими в командном зачете, через год стали победительницами.
В своё время Надежда завоевала звание чемпионки СССР в многодневной шоссейной велогонке по Кавказу в составе сборной профсоюзов. В личном зачете тогда оказалась второй. Училась тогда в ЧГУ, тренировалась под началом доцента кафедры физического воспитания Владимира Краснова.
Проходили первые соревнования — розыгрыш Кубка России по маунтинбайку (по инициативе чувашских спортсменов), выиграли чувашские спортсмены. В итоге в Атланту попали двое — самарская гонщица Алла Епифанова и Надежда Пашкова.
После Атланты Надежда еще 2 года выступала за сборную Чувашии. Заняла второе место на чемпионате России по маунтинбайку. Начала помогать тренеру и своему супругу Владимиру Краснову. В 1998 году родила сына Сашу. С 2000 года — на кафедре физвоспитания ЧГУ, где трудится и муж. Сейчас Н. Пашкова доцент этой кафедры, собирает материалы для кандидатской диссертации. В своё время она закончила электротехнический факультет университета. Сейчас сын Саша тоже занимается велоспортом - КМС.